# Дом П. Петровой

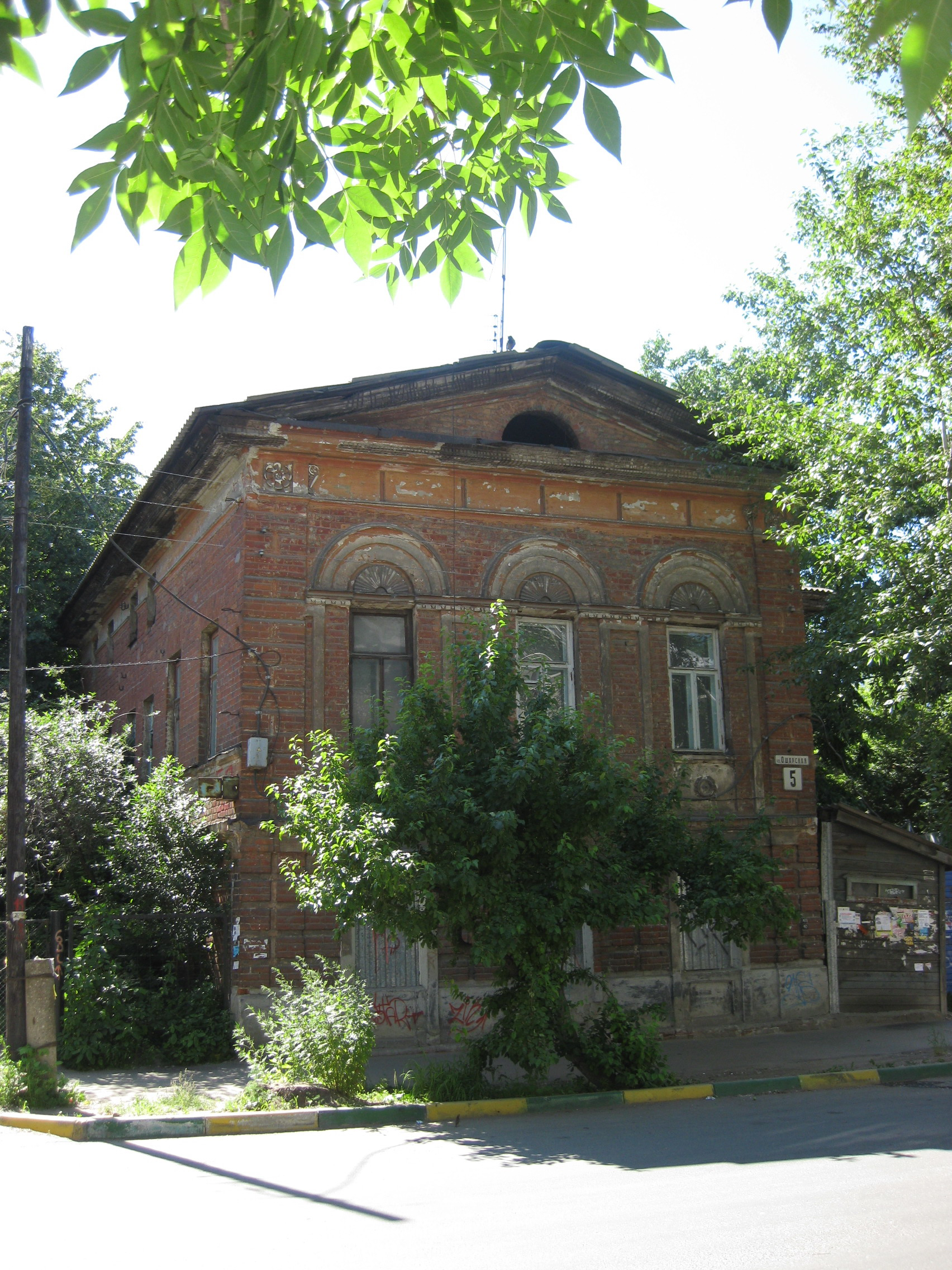
Дом П. Петровой до реконструкции, фото 2009 г.

Дом П. Петровой — памятник градостроительства и архитектуры в историческом центре Нижнего Новгорода. Построен в 1843—1844 годах. Автор проекта — первый городской архитектор Нижнего Новгорода Г. И. Кизеветтер.

## История
Район, где расположен памятник, сформировался на основе первого генерального плана Нижнего Новгорода 1770 года. Переустройство происходило на основании принципов классицизма. Толчком послужил пожар 28 июля 1768 года, уничтоживший значительную часть города. Готовый план был рассмотрен Сенатом и конфирмован Екатериной II в Царском Селе 13 апреля 1770 года.
В последующие годы на его основе были разработаны другие генеральные планы. Окончательно красные линии Ошарской и Дворянской улиц установил генплан 1839 года. На этих улицах сформировалось домовладение, где расположен дом. По фиксационному плану Нижнего Новгорода 1852—1853 года угол улиц не был застроен, его территорию занимал озеленённый придомовой участок. Расположенный на участке деревянный дом был ориентирован фасадом на угол улиц, но стоял в глубине. Позади главного дома находились деревянные хозяйственные постройки, а на красную линию Ошарской улицы выходил ещё один усадебный дом — каменный, сохранившийся до настоящего времени под номером 5/31.
Проект здания, первоначально бывшим усадебным флигелем, разработал весной 1843 года нижегородский городовой архитектор Георг Иванович Кизеветтер, о чём свидетельствует его подпись на чертеже. Данному зодчему принадлежат проекты множества нижегородских зданий, архитектурное решение которых отражало переход от классицизма к ранней эклектике. Таковым был и дом Петровой.
Заказчиками проекта являлись наследники вдовствующей жены священника Пелагеи Петровой. Один из них был титулярный советник Артемий Виноградов. Проект прошёл все стадии заверения, в том числе подписи нижегородского военного губернатора генерал-лейтенанта М. П. Бутурлина, начальника Комитета об устройстве Нижнего Новгорода полковника П. Д. Готмана, нижегородского губернского архитектора П. Е. Турмышева и других лиц. 15 июля 1843 года чертежи были высочайше утверждены императором Николаем I и возвращены в Нижний Новгород для исполнения. Вероятно, дом был построен в строительный сезон 1844 года.
Каменный дом первоначально считался флигелем, а главным домом усадьбы был построенный ранее деревянный, который существовал ещё некоторое время, но был утрачен. Опись 1874 года свидетельствовала, что на участке не было иных построек, кроме каменного флигеля. К этому времени усадьбой владела крестьянка Архангельской губернии деревни Малаховой Александра Тимофеевна Личикова. Домовладение значилось под номером 9 по улице Ошарской и принадлежало ко второй Кремлёвской части Нижнего Новгорода. А. Т. Личикова владела домом до 7 ноября 1896 года, когда оно перешло в собственность мещанина Ивана Ивановича Иванова.
В начале XX века к дому прибавились иные усадебные строения. Окладная книга за 1905 год указывала наличие на участке торговой лавки. В 1910 году на участке стояли дом, флигель и службы.
В 1918 году домовладение И. И. Иванова было экспроприировано советской властью. Дом сохранил жилую функцию. Решением Горьковского облисполкома от 18.12.1989 г. № 471 дом № 5/31 по улице Ошарской поставлен на государственную охрану как памятник архитектуры местного (сегодня — регионального) значения.
В современный период здание реконструировано, с возведением нового пристроя в две световые оси справа.

## Архитектура
По проекту предполагалось возведение двухэтажного кирпичного неоштукатуренного здания. Основной объём в три световых оси выходил на красную линию улицы Ошарской, а боковой пристрой в две оси строился с отступлением вглубь участка. По центральной оси главного фасада устраивалась дверь. Граница домовладения на углу фиксировалась каменным оштукатуренным забором.
В действительности здание было выстроено с отступлением от проекта. Был уменьшен размер пристроя, изменён лепной декор главного фасада. Спорным остаётся вопрос о времени появления центрального окна на первом этаже, где проектировалась дверь. Н. Ф. Филатов считал, что оно было установлено сразу при строительстве. При последующем проекте реставрации также не удалось выявить следов существования двери. Однако, по описи 1874 года дом описывался как каменный, с торговым помещением. Исследователи считают, что торговое помещение могло существовать в перовом этаже главного объёма, выходившего на улицу Ошарскую, что требовало наличие двери.
Облик здания близок к классицистическим образцовым фасадам. Вместе с тем, отдельные элементы декора и их размещение (лепные «сияния» в тимпанах архивольтов над окнами второго этажа, розетки, цветки, волюты) свидетельствуют об отходе от классицизма и переходе к эклектике. Композиция уличного фасада, где первый этаж трактован как цокольный, а второй отличается крупными вертикальными членениями, свидетельствует о следовании принципам классицизма. Вместе с тем, сочетание в его декоре деталей, различных по происхождению и стилевой принадлежности, свидетельствует об эклектике.